# Haliclona panis
Haliclona panis är en svampdjursart som först beskrevs av Lendenfeld 1888.  Haliclona panis ingår i släktet Haliclona och familjen Chalinidae. Inga underarter finns listade i Catalogue of Life.